# 온남초등학교
온남초등학교는 대한민국 울산광역시 울주군에 있는 초등학교다.

## 학교 연혁
- 2002. 01. 05 온남초등학교 설립인가
- 2002. 03. 01 제1대 이재순 교장 부임
- 2002. 03. 02 온남초등학교 개교(28학급, 995명)
- 2003. 02. 20 제1회 졸업(91명)
- 2003. 03. 01 31학급으로 증설(31학급, 1,116명)
- 2003. 09. 01 제2대 장재호 교장 부임
- 2004. 02. 13 제2회 졸업(120명), 총 211명
- 2004. 03. 01 36학급으로 증설(36학급, 1,227명)
- 2004. 03. 01 병설유치원 2학급으로 증설(2학급, 48명)
- 2004. 05. 01 교육부지정 학교사회복지사활용 연구학교
- 2005. 02. 18 제3회 졸업(150명), 총 361명
- 2005. 09. 01 제3대 김재병 교장 부임
- 2006. 02. 15 제4회 졸업(149명), 총 510명
- 2007. 02. 14 제5회 졸업(177명), 총 687명
- 2008. 02. 18 제6회 졸업(158명), 총 845명
- 2008. 09. 01 제4대 황수상 교장 부임
- 2009. 02. 19 제7회 졸업(167명), 총 1012명
- 2009. 03. 01 교원능력개발평가 시범학교로 지정
- 2010. 02. 17 제8회 졸업(169명), 총 1,181명
- 2010. 03. 01 제5대 곽인자 교장 부임
- 2010. 03. 02 특수학급 1학급 신설
- 2011. 02. 17 제9회 졸업(174명), 총 1,355명
- 2011. 03. 02 37학급 편성(1,099명)
- 2012. 02. 16 제10회 졸업(187명), 총 1,542명
- 2012. 03. 02 37학급 편성 (1,067명)
- 2012. 09. 01 제6대 김홍근 교장선생님 부임
- 2013. 02. 15 제11회 졸업식 (192명), 총 1,734명
- 2013. 03. 01 2009 개정교육과정 정책연구학교 (2년)
- 2013. 03. 04 38학급 편성 (1,096명)
- 2014. 02. 18 제12회 졸업식(210명), 총 1,944명
- 2014. 03. 03 38학급 편성(1,124명)